# Provincie Musaši

Mapa japonských provincií se zvýrazněnou provincií Musaši

Provincie Musaši (japonsky: 武蔵国; Musaši no kuni) byla stará japonská provincie rozkládající se na území dnešních prefektur Tokio, Saitama a na části území prefektury Kanagawa (hlavně v oblasti Kawasaki a Jokohamy). Byla rovněž nazývána Bušú (武州). Musaši hraničila s provinciemi Kai, Kózuke, Sagami, Šimousa a Šimocuke.
Musaši byla největší provincie v oblasti Kantó. Její staré hlavní město leželo na místě současného města Fučú a její provinční chrám v dnešním Kokubundži. Během období Sengoku bylo jejím nejdůležitějším městem Edo, které se stalo dominantním městem východního Japonska. Hrad Edo byl centrálou Iejasua Tokugawy před bitvou u Sekigahary. Edo se stalo dominantním městem celého Japonska v následujícím období Edo, kterému propůjčilo i své jméno. Během reforem Meidži bylo přejmenováno na Tokio.
Podle provincie byla během druhé světové války pojmenována bitevní loď Musaši, jedna ze dvou největších bitevních lodí světa.